# Wilhelm Oechsli

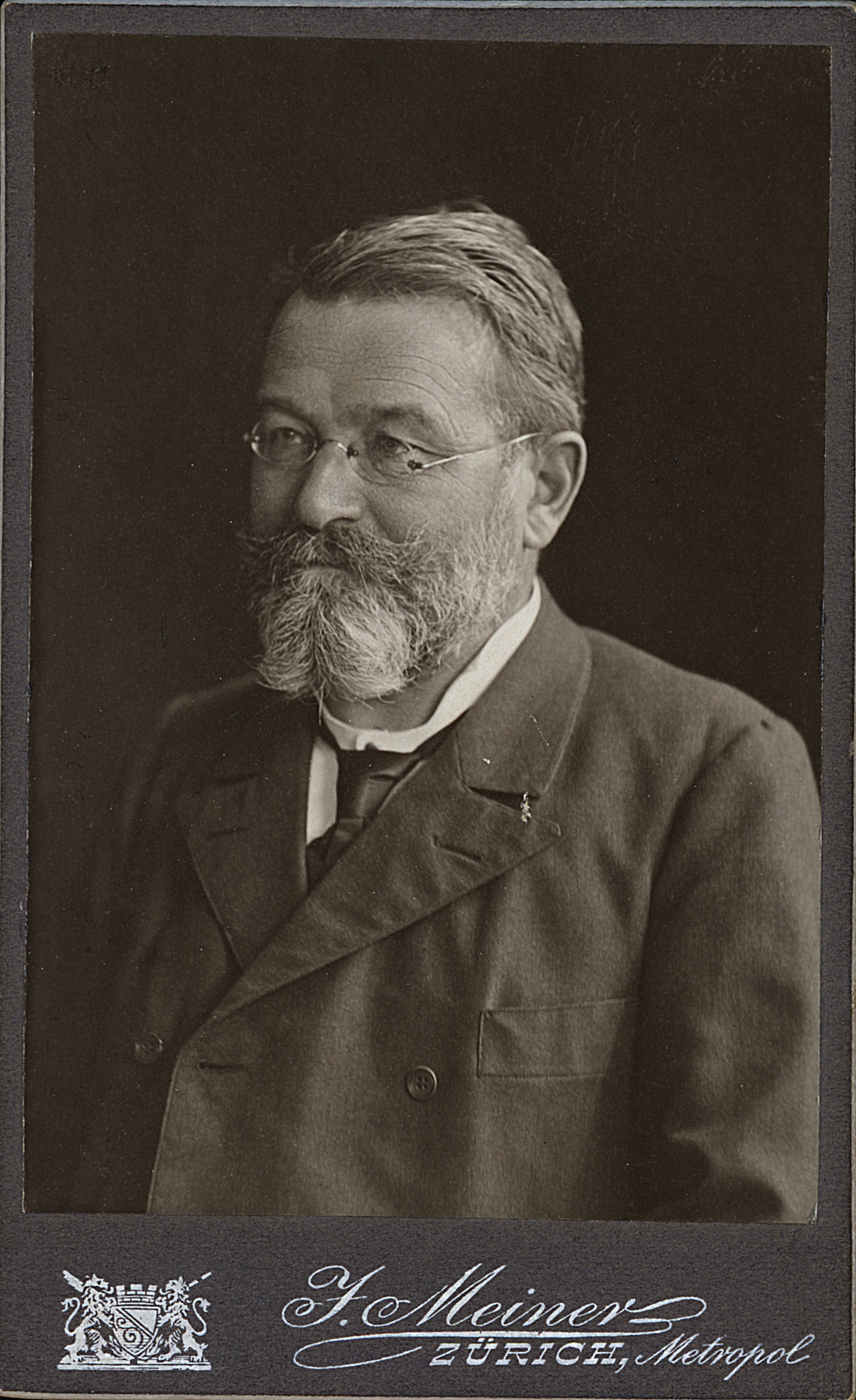
Wilhelm Oechsli fotografiert von Johannes Meiner, Carte de Visite, 1897

Wilhelm Oechsli (* 6. Oktober 1851 in Riesbach (heute Zürich); † 26. April 1919 in Weggis) war ein Schweizer Historiker.

## Leben
Oechsli studierte zuerst Theologie, dann Geschichte an den Universitäten Berlin und Zürich, unter anderem bei Theodor Mommsen. 1874 schloss er seine Studien mit der Promotion ab und wurde 1876 Lehrer an der Kantonsschule in Winterthur. 1887 trat er die neu geschaffene Professur für Schweizer Geschichte an der Eidgenössischen Technischen Hochschule in Zürich an und wirkte ab 1893 auch an der Universität Zürich. Als Geschichtswissenschafter trat Oechsli für einen hohen Stellenwert des Quellenstudiums und die Hinterfragung von tradierten Mythen und Legenden ein. Seine Hauptwerke sind das damalige Standardwerk über die Ursprünge der Schweizerischen Eidgenossenschaft und eine zweibändige, sehr nahe an den Quellen verfasste Geschichte der Schweiz im 19. Jahrhundert.
Der Nachlass von Wilhelm Oechsli findet sich in der Zentralbibliothek Zürich. Beigesetzt wurde er auf dem Friedhof Fluntern. Seine Grabstätte wurde aufgehoben.

## Werke (Auswahl)
- Geschichte der Schweiz im Neunzehnten Jahrhundert. 2 Bde. S. Hirzel, Leipzig 1903/1973.
- Festschrift zu Feier des fünfzigjährigen Bestehens des Eidg. Polytechnikums mit einer Übersicht seiner Entwickelung. 2 Bde. Huber & Co., Frauenfeld 1905.
- Vor hundert Jahren – Die Schweiz in den Jahren 1798 und 1799. F. Schulthess, Zürich 1899. Digitalisat
- Die Anfänge der Schweizerischen Eidgenossenschaft zur sechsten Säkularfeier des ersten ewigen Bundes vom 1. August 1291. Verfasst im Auftrag des Schweizerischen Bundesrates von W. Oechsli. Ulrich, Zürich 1891. Digitalisat
- Bausteine zur Schweizergeschichte. Friedrich Schulthess, Zürich 1890. Digitalisat
- Quellenbuch zur Schweizergeschichte, 1886, Zürich.